# 16 مارس
- السبت
- الأحد
- الاثنين
- الثلاثاء
- الأربعاء
- الخميس
- الجمعة

- 11 رمضان 1446  هـ
- 22 رمضان 1446  هـ
- 33 رمضان 1446  هـ
- 44 رمضان 1446  هـ
- 55 رمضان 1446  هـ
- 66 رمضان 1446  هـ
- 77 رمضان 1446  هـ
- 88 رمضان 1446  هـ
- 99 رمضان 1446  هـ
- 1010 رمضان 1446  هـ
- 1111 رمضان 1446  هـ
- 1212 رمضان 1446  هـ
- 1313 رمضان 1446  هـ
- 1414 رمضان 1446  هـ
- 1515 رمضان 1446  هـ
- 1616 رمضان 1446  هـ
- 1717 رمضان 1446  هـ
- 1818 رمضان 1446  هـ
- 1919 رمضان 1446  هـ
- 2020 رمضان 1446  هـ
- 2121 رمضان 1446  هـ
- 2222 رمضان 1446  هـ
- 2323 رمضان 1446  هـ
- 2424 رمضان 1446  هـ
- 2525 رمضان 1446  هـ
- 2626 رمضان 1446  هـ
- 2727 رمضان 1446  هـ
- 2828 رمضان 1446  هـ
- 2929 رمضان 1446  هـ
- 301 شوال 1446  هـ
- 312 شوال 1446  هـ
- 13 شوال 1446  هـ
- 24 شوال 1446  هـ
- 35 شوال 1446  هـ
- 46 شوال 1446  هـ

16 مارس أو 16 آذار أو يوم 16 \ 3 (اليوم السادس عشر من الشهر الثالث) هو اليوم الخامس والسبعون (75) من السنة البسيطة، أو اليوم السادس والسبعون (76) من السنوات الكبيسة وفقًا للتقويم الميلادي الغربي (الغريغوري). يبقى بعده 290 يوما لانتهاء السنة.

## أحداث
- 1521 - فرديناندو ماجلان يكتشف الفلبين.
- 1401 - تيمورلنك يأمر بحرق دمشق وتدميرها وذلك بعد 3 أسابيع من سقوط قلعتها التي رفضت الاستسلام.
- 1775 - وصول طلائع الجيش الفارسي بقيادة كريم خان زند لمحاصرة البصرة.
- 1910 - وقوع معركة هدية بين قوات شيخ المنتفق سعدون باشا والقوات الكويتية بقيادة الشيخ جابر المبارك الصباح بمشاركة قوات عبد العزيز بن سعود.
- 1939 - ألمانيا النازية تحتل تشيكوسلوفاكيا في الحرب العالمية الثانية.
- 1957 - الاتفاق بين الحكومة السورية وشركة تشيكوسلوفاكية على بناء مصفاة للنفط في حمص في مدة 27 شهراً، وبقيمة 5 ملايين جنيه استرليني تُدفع على 10 أقساط.
- 1968 - وقوع مجزرة ماي لاي خلال حرب فيتنام.
- 1977 - اغتيال رئيس الحزب التقدمي الاشتراكي اللبناني كمال جنبلاط في كمين مسلح على طريق بعقلين / دير دوريت.
- 1978 - منظمة الألوية الحمراء تخطف رئيس وزراء إيطاليا السابق ألدو مورو.
- 1988 - القوات العراقية تقصف مدينة حلبجة الكردية بالكيمياوي، وأدى ذلك إلى مقتل 5000 شخص من المدنیین بینهم نساء وأطفال وشیوخ.
- 1989 - عودة طابا إلى السيادة المصرية وذلك برفع العلم المصري فيها.
- 1990 - الاتحاد السوفيتي والفاتيكان تقيمان علاقات دبلوماسية بين بلديهما.
- 2003 - مقتل الناشطة الأمريكية راشيل كوري بعدما دهستها جرافه إسرائيلية بعد أن وقفت بوجهها لمنعها من هدم بيت فلسطيني في رفح غزة.
- 2014 - سقوط مدينة يبرود بأيدي الجيش السوري وقوات حزب الله اللبناني بعد شهر من المعارك مع قوات المعارضة بما فيها الجبهة الإسلامية وجبهة النصرة وقوات أخرى منضوية تحت لواء الجيش الحر.
- 2017 -
  - مقتل ما يزيد عن 40 شخصاً وجرح العشرات جراء قصف للطيران الأمريكي على مسجد في قرية الجينة بريف حلب الغربي الخاضع لسيطرة المعارضة السورية.
  - انتخاب الملغاشي أحمد أحمد رئيسا للاتحاد الأفريقي لكرة القدم خلفا للكاميروني عيسى حياتو.

## مواليد
- 1751 - جيمس ماديسون، رئيس الولايات المتحدة الرابع.
- 1774 - ماثيو فليندرز، ملاح ومستكشف إنجليزي.
- 1789 - جورج سيمون أوم، عالم فيزياء ألماني.
- 1839 - رينه سولي برودوم، كاتب فرنسي حاصل على جائزة نوبل في الأدب عام 1901.
- 1851 - مارتينوس بيجيرينك، عالم هولندي في علم النبات.
- 1859 - ألكساندر بوبوف، فيزيائي روسي.
- 1918 - فريدريك راينس، عالم فيزياء أمريكي حاصل على جائزة نوبل في الفيزياء عام 1995.
- 1921 - الملك فهد بن عبد العزيز آل سعود، ملك المملكة العربية السعودية.
- 1922 - كارم محمود، مغني مصري.
- 1926 - جيري لويس، ممثل أمريكي.
- 1927 - فلاديمير كوماروف، رائد فضاء سوفيتي.
- 1953 -
  - إيزابيل أوبير، ممثلة فرنسية.
  - ريتشارد ستولمن، مؤسس حركة البرمجيات الحرة.
- 1959 -
  - مها المصري، ممثلة سورية.
  - هناء محمد، ممثلة عراقية.
  - ينس ستولتنبرغ، رئيس وزراء النرويج.
- 1961 - ميتشيرو أوشيما، ملحنة يابانية.
- 1962 - أحمد السلمان، ممثل كويتي.
- 1967 - حنان شوقي، ممثلة مصرية.
- 1976 - كينجي نوجيما، ممثل أداء صوتي ياباني.
- 1979 - إيدسون مينديز، لاعب كرة قدم إكوادوري.
- 1989 - ثيو والكوت، لاعب كرة قدم إنجليزي.
- 1992 - مايكل بيرهام، بحار بريطاني.

## وفيات
- 1406 - ابن خلدون، مؤرخ وعالم اجتماع عربي.
- 1910 - عبد الهادي الوفائي، شاعر وكاتب مسرحي وموسيقي سوري.
- 1914 - شارل ألبير غوبا، سياسي سويسري حاصل على جائزة نوبل للسلام عام 1902.
- 1935 - جون مكليود، عالم فيزيولوجيا اسكتلندي حاصل على جائزة نوبل في الطب عام 1923.
- 1940 - سلمى لاغرلوف، كاتبة سويدية حاصلة على جائزة نوبل في الأدب عام 1909.
- 1945 - معروف الرصافي، شاعر عراقي.
- 1977 - كمال جنبلاط، سياسي لبناني.
- 1980 - تمارا دي ليمبيكا، رَسامة بولندية أمريكية.
- 1996 - جاد الحق علي جاد الحق، شيخ الأزهر الشريف الاسبق .
- 1998 - ديريك هارولد بارتون، عالم كيمياء بريطاني حاصل على جائزة نوبل في الكيمياء عام 1969.
- 2003 - راشيل كوري، ناشطة أمريكية.
- 2004 - سعد السويح، فقيه حنبلي وأستاذ جامعي سعودي.
- 2016 - جورج طرابيشي، مفكر وكاتب وناقد ومترجم سوري.
- 2022 - شمعة محمد، ممثلة عُمانية.
- 2023 - عبد الله وليد، ممثل بحريني.

## أعياد ومناسبات
- اليوم الوطني للباس التقليدي في تونس.
- اليوم الأول في «باتشاناليا» في روما القديمة.

## وصلات خارجية
- وكالة الأنباء القطريَّة: حدث في مثل هذا اليوم.
- النيويورك تايمز: حدث في مثل هذا اليوم.
- BBC: حدث في مثل هذا اليوم.